# Карбонітрил
Ка́рбонітри́л (англ. carbonitrile) — суфіксальне позначення нітрильних похідних карбонових кислот у систематичній номенклатурі. На відміну від суфікса -нітрил, -карбонітрил відображає розташування групи -CN, що не належить до основного карбонового ланцюга, зокрема ним завжди позначається група, приєднана до замкненої системи (наприклад, гетероциклічної чи бензенової).

Бензенкарбонітрил (бензонітрил)
Фуран-2-карбонітрил